# Mani Acili Balb (cònsol 150 aC)
Mani Acili Balb (en llatí: Manius Acilius L. F. K. N. Balbus) va ser un magistrat romà. Formava part de la gens Acília i era de la família dels Balb.
Va ser cònsol l'any 150 aC juntament amb Tit Quinti Flaminí. L'esmenten Ciceró i Plini el Vell.